# Comune di Otterup
Il Comune di Otterup, fino al 1º gennaio 2007 è stato un comune danese situato nella contea di Fionia e nell'isola omonima. Il comune aveva una popolazione di 11 023 abitanti (2006) e una superficie di 169 km². Capoluogo era la cittadina di omonima.
Dal 1º gennaio 2007, con l'entrata in vigore della riforma amministrativa, il comune è stato soppresso e accorpato ai comuni di comuni di Bogense e Søndersø per dare luogo al neo-costituito comune di Nordfyns compreso nella regione della Danimarca Meridionale (Syddanmark).